# Birštonas
Birštonas (în idiș בירשטאן, Birshton) este o stațiune balneologică și un oraș balnear în Lituania situat la 30 kilometri (19 mi) sud de Kaunas, pe malul drept al râului Neman. Birštonas a primit drepturile sale de oraș în 1529, și a fost numit oraș în 1966. Orașul este centrul administrativ al municipiului Birštonas . 

## Nume
Birštonas este numele lituanian al orașului. Versiunile numelui orașului în alte limbi includ în poloneză: Birsztany, rusă: Бирштаны Birshtany, bilorusă : Бірштаны. Birshtany, în idiș: בירשטאן, Birshtan. 

## Istorie
Birštonas a fost menționat pentru prima dată în secolul al XIV-lea drept „gospodărie lângă o apă sărată”. A fost menționat în cronicile Cavalerilor Teutoni în 1382 și descris ca „o fermă lângă apa sărată”. Mulți duci lituanieni și alți nobili au fost în vacanță în Birštonas în timpul secolelor XIV și XVI pentru a vâna. Stațiunea a fost înființată în 1846. Numeroase persoane din Rusia, Polonia și Lituaniae au vizitat sanatoriile pentru apa minerală din zonă și au beneficiat de tratamente cu nămol curativ, inclusiv scriitorul lituanian Balys Sruoga, care a suferit după ce a fost închis în lagărul de concentrare de la Stutthof sau prelatul beatificat Teofilius Matulionis după detenția sa în lagărele și închisorile sovietice  timp de 16 ani. 

## Mediu înconjurător
Birštonas este înconjurat de păduri de pini și de râul Nemunas, care este foarte bun pentru bolnavi. Unele dealuri oferă priveliști frumoase ale râului Nemunas. Există, de asemenea, magazine, secții de poliție, bibliotecă, teatru, clinică, farmacie, librărie, școli, muzee, cafenele, restaurante și primăria. Există multe apartamente și case rare. Birštonas servește drept centru al Parcului Regional Nemunas. 

## Transport
Birštonas este deservit de drumurile naționale de la Kaunas, Vilnius și Marijampolė, precum și de Aeroportul Internațional Kaunas, cel de-al doilea cel mai mare aeroport din Lituania, situat la Karmėlava. 

## Festivaluri
În Birštonas au loc mai multe festivaluri. Orașul Birštonas organizează un festival în cel de-al doilea weekend al lunii iunie. Acesta oferă concerte, expoziții de artă populară, curse cu baloane cu aer și cu bărci cu moto. 
În ultimul weekend al lunii martie Birštonas găzduiește un festival tradițional, cel mai vechi din Lituania, de jazz, numit Birštonas. Începând cu anul 1980, festivalul de jazz venind aici la fiecare doi ani a câștigat mult timp resortul un nume al jazzului lituanian Mecca.

## Turism
Birštonas este cunoscut pentru apa sa minerală. Această apă este folosită de sanatorii în piscinele cu apă minerală și în băi. Există trei sanatorii mari în Birštonas - Tulpė, Versmė și Eglė. Toate oferă haloterapie, băi cu nămol terapeutic, bazine cu apă minerală, băi, masaje și o gamă largă de tratamente curative. Birštonas are, de asemenea, hoteluri și ferme de țară, adaptate pentru turismul rural. Atracțiile locale includ dealul Vytautas, unde Marele Duce lituanian Vytautas își avea conacul său de vânătoare; două muzee; și Promenada, o rută în apropierea râului Nemunas. Există trasee și piste de ciclism în pădurea locală Žvērinčius, de călărie, navigație, scufundări sau canotaj de-a lungul râurilor Verknė sau Nemunas. Birštonas este una dintre puținele stațiuni ale Lituaniei. 

## Rezidenți notabili
Printre rezidenții notabili ai orașului se numără: Balys Sruoga, Vidas Blekaitis , Nikodemas Silvanavičius  și Teofilius Matulionis. 

## Relații internaționale

### Orașe înfrățite.
Birštonas este înfrățit cu: 
- Leck în Germania
- Żnin în Polonia
- Keila în Estonia
- Sigulda în Letonia
- Sysmä în Finlanda
- Bykle în Norvegia
- Neringa în Lituania